# Discestra corsicola
Discestra corsicola là một loài bướm đêm trong họ Noctuidae.